# Beeravara, Chitradurga
Beeravara là một làng thuộc tehsil Chitradurga, huyện Chitradurga, bang Karnataka, Ấn Độ.